# Лытва
Лытва — река в России, протекает по Александровскому району Пермского края. Устье реки находится в 63 км по правому берегу реки Вильвы. Длина реки составляет 53 км, площадь водосборного бассейна 293 км².

## Течение
Исток реки в 11 км к северо-востоку от центра города Александровск на северо-восточных склонах горы Урса (428 НУМ), находящейся на предгорьях Северного Урала. От истока река течёт на северо-запад, затем резко поворачивает на юг. В среднем течении протекает по городу Александровск, где на реке стоит плотина и образовано небольшое водохранилище, известное как «Александровский пруд». Ниже Александровска течёт на юго-запад, впадает в Вильву у деревни Усть-Лытва. Ширина реки у устья около 10 метров. Высота устья — 150,1 м над уровнем моря.

## Притоки (км от устья)
- 18 км: река Луньва (лв)
- река Урса (лв)
- 24 км: река Большая Рассоха (пр)
- река Ольховка (пр)

## Данные водного реестра
По данным государственного водного реестра России относится к Камскому бассейновому округу, водохозяйственный участок реки — Кама от города Березники до Камского гидроузла, без реки Косьва (от истока до Широковского гидроузла), Чусовая и Сылва, речной подбассейн реки — бассейны притоков Камы до впадения Белой. Речной бассейн реки — Кама.
Код объекта в государственном водном реестре — 10010100912111100007369.